# 스톰보이
스톰보이(Storm Boy)는 오스트레일리아에서 제작된 숀 시트 감독의 2019년 가족 영화이다. 핀 리틀 등이 주연으로 출연하였고 마이클 부겐 등이 제작에 참여하였다.

## 출연

### 주연
- 핀 리틀
- 제이 코트니
- 제프리 러쉬

### 조연
- 트레버 제이미슨
- 폴 블랙웰
- 에릭 톰슨
- 데이비드 걸필리

## 제작진
- 원작자: 콜린 디엘
- 미술: 멜린다 도링
- 세트: 글렌 W. 존슨